# Département Seine-et-Marne
Das Département de la Seine-et-Marne [sɛneˈmaʀn] ist das französische Département mit der Ordnungsnummer 77. Es liegt in der Region Île-de-France östlich von Paris und ist nach den Flüssen Seine und Marne benannt.

## Geschichte

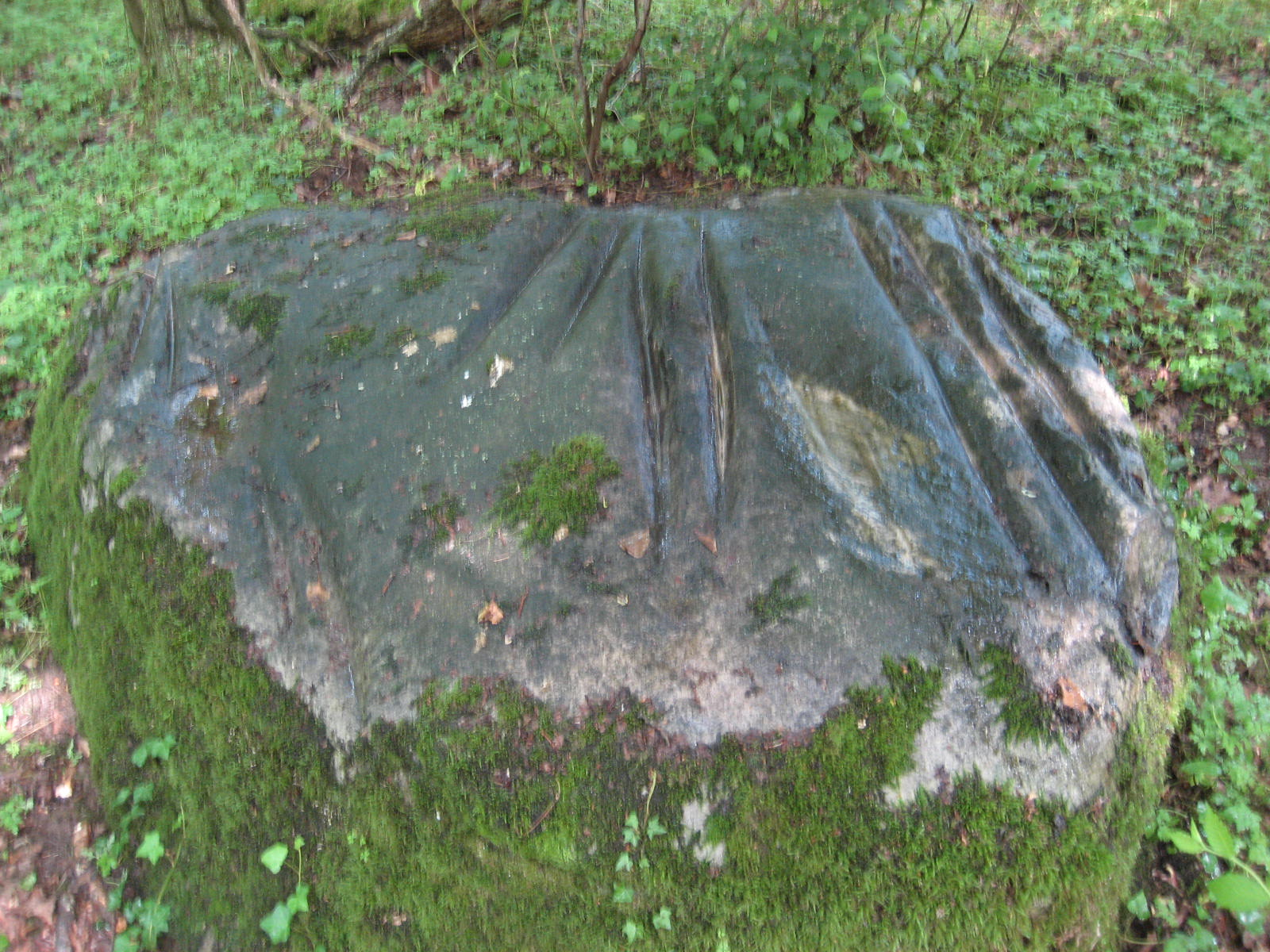
Polissoir du Bois de Lavau

Die 98 Polissoirs des Départements, davon sechs als Monument historique (von insgesamt 66) geschützte, machen etwa 42 % der 230 registrierten Wetzrillensteine in Frankreich aus und sind der Seine-Oise-Marne-Kultur zuzuordnen.

## Geographie
Das Département grenzt im Westen an die Départements Essonne, Val-de-Marne, Seine-Saint-Denis und Val-d’Oise, im Norden an das Département Oise, im Nordosten an das Département Aisne, im Osten an die Départements Marne und Aube, im Südosten an das Département Yonne und im Süden an das Département Loiret.
Ein kleiner Teil im Westen des Départements ist mittlerweile mit dem Ballungsraum Paris zusammengewachsen, namentlich Städte wie Chelles oder Villeparisis. Der östliche Teil des Départements ist noch überwiegend ländlich strukturiert.
Die wichtigsten Flüsse sind die namensgebenden Marne und Seine, die das Département im Norden bzw. im Süden in westlicher Richtung durchqueren, sowie die Yonne, die von Südosten kommend in Montereau-Fault-Yonne in die Seine mündet.
Im Südwesten des Départements liegt mit dem Wald von Fontainebleau und dem Regionalen Naturpark Gâtinais français ein großes zusammenhängendes Naturschutzgebiet.

## Geschichte
Das Département wurde am 4. März 1790 gebildet. Der Großteil des Gebiets gehört zu den historischen Regionen Brie und Gâtinais, die zur vorrevolutionären Provinz Île-de-France gehörten, der Nordosten gehörte zur Provinz Champagne.

## Wappen
Beschreibung: In Blau besäte goldene Lilien und zwei silberne Wellenbalken.

## Städte
Die bevölkerungsreichsten Gemeinden des Départements Seine-et-Marne sind:
| Stadt               | Einwohner (2022) | Arrondissement |
| ------------------- | ---------------- | -------------- |
| Meaux               | 56.659           | Meaux          |
| Chelles             | 54.372           | Torcy          |
| Melun               | 43.685           | Melun          |
| Pontault-Combault   | 38.941           | Torcy          |
| Savigny-le-Temple   | 30.630           | Melun          |
| Bussy-Saint-Georges | 26.334           | Torcy          |
| Villeparisis        | 26.794           | Torcy          |
| Champs-sur-Marne    | 26.661           | Torcy          |
| Roissy-en-Brie      | 23.521           | Torcy          |
| Torcy               | 22.939           | Torcy          |

## Verwaltungsgliederung
Das Département Seine-et-Marne gliedert sich in 5 Arrondissements, 23 Kantone und 507 Gemeinden:
| Arrondissement             | Kantone | Gemeinden | Einwohner 1. Januar 2022 | Fläche km² | Dichte Einw./km² | Code INSEE |
| -------------------------- | ------- | --------- | ------------------------ | ---------- | ---------------- | ---------- |
| Fontainebleau              | 4       | 85        | 156.658                  | 1.228,49   | 128              | 774        |
| Meaux                      | 7       | 139       | 346.066                  | 1.354,13   | 256              | 771        |
| Melun                      | 7       | 59        | 294.174                  | 617,08     | 477              | 772        |
| Provins                    | 7       | 174       | 186.614                  | 2.360,79   | 79               | 773        |
| Torcy                      | 8       | 50        | 468.887                  | 354,80     | 1.322            | 775        |
| Département Seine-et-Marne | 23      | 507       | 1.452.399                | 5.915,29   | 246              | 77         |

Siehe auch:

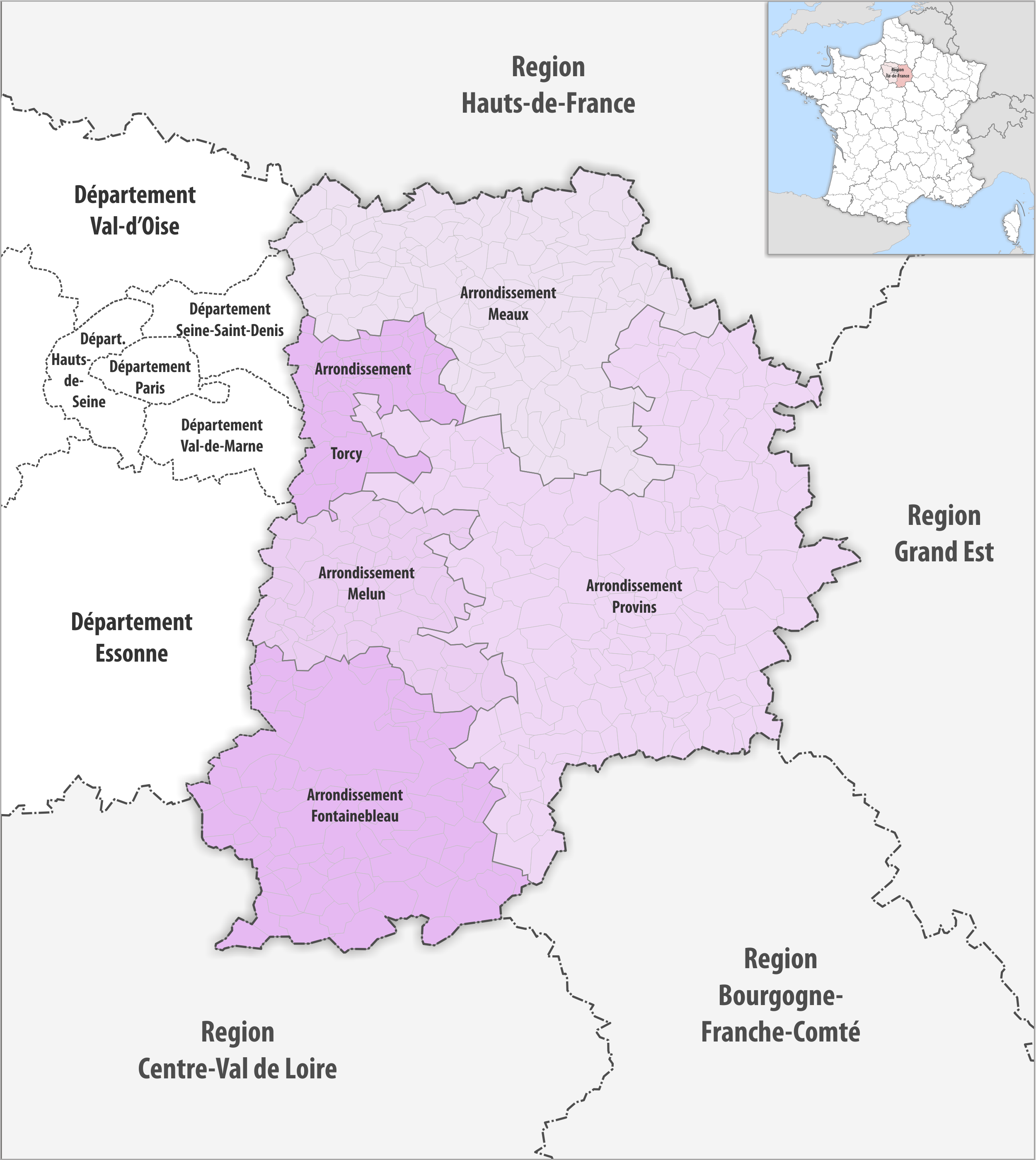
Gemeinden und Arrondissements im Département Seine-et-Marne

- Liste der Gemeinden im Département Seine-et-Marne
- Liste der Kantone im Département Seine-et-Marne
- Liste der Gemeindeverbände im Département Seine-et-Marne

## Gedenkstätten

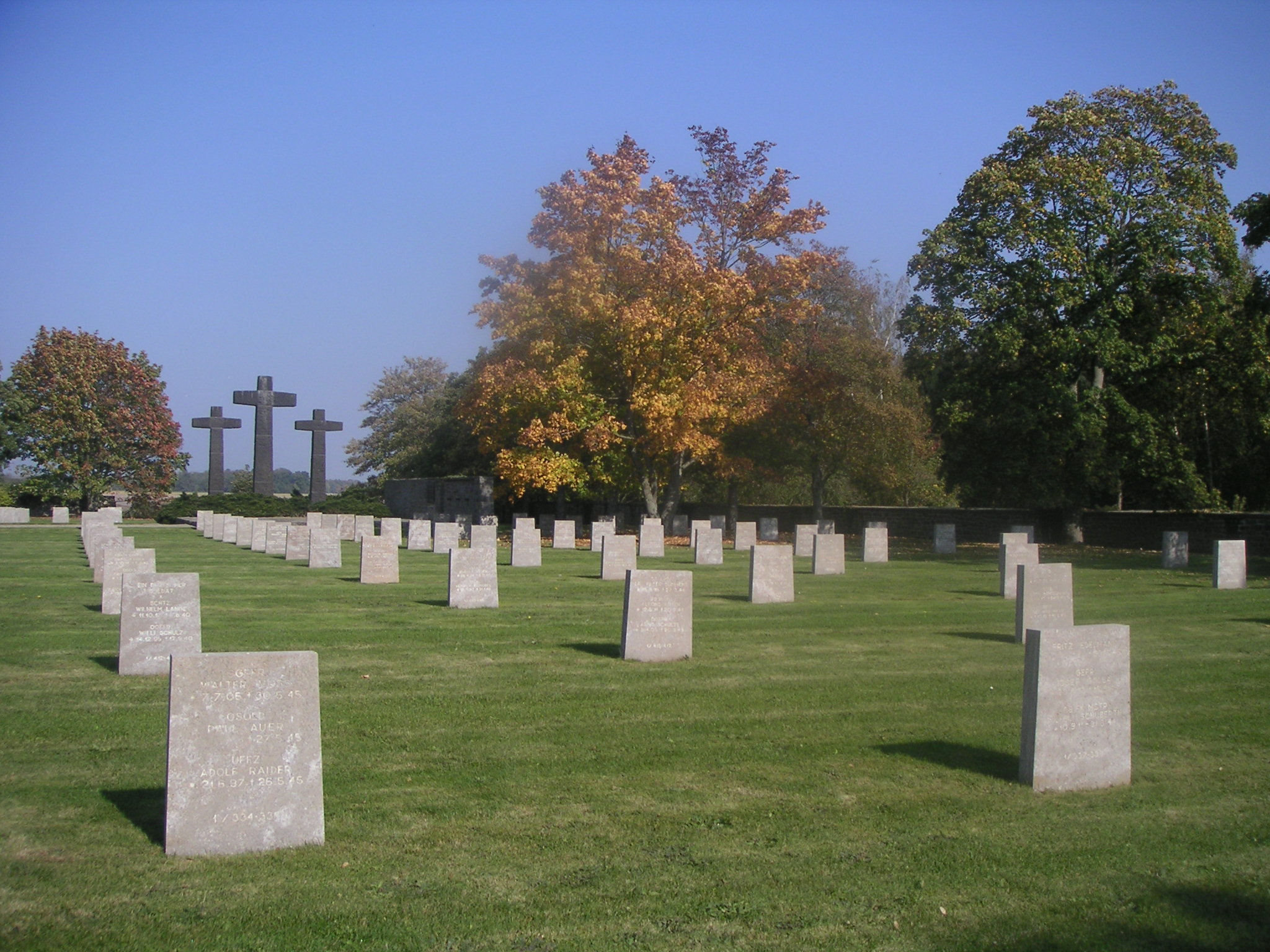
Kriegsgräberstätte von Solers

Die deutsche Kriegsgräberstätte von Solers liegt 50 Kilometer südöstlich von Paris am Rande des namensgebenden Ortes, hier sind 2228 deutsche Soldaten aus dem Zweiten Weltkrieg begraben.